# 佐藤栄作 (気象予報士)
佐藤 栄作（さとう えいさく、1970年1月17日 - )は、気象予報士。埼玉県出身。株式会社 風見屋の代表取締役も務めている。
ニックネームは「栄作さん」。

## 来歴
東京農工大学時代は応用物理学を専攻していて、1993年に卒業。
1993年3月に日産自動車のエンジニアとして就職。同年より資格試験が開始された気象予報士に興味を持ち、学生時代に学んだ流体力学の知識を活用できるということから資格を取得。1996年8月に日産自動車を退職した。
1996年9月に株式会社ウェザーニューズに入社。
1999年4月よりKBCテレビの朝のワイド番組『朝はポレポレ』お天気キャスターとして出演。以降、福岡を拠点にお天気キャスターとしての活動をはじめ、『朝はポレポレ』の後番組『アサデス。KBC』にも出演している。
2011年12月、法人「株式会社 風見屋」を設立し、代表取締役に就任。翌年3月に気象庁より予報業務許可を取得した。

## 人物
ダイビングライセンスを取得しており、2018年に糸島ダイブベースでリフレッシュダイビングコースを受講。2019年8月3日にKBCテレビで放送された『水と緑の物語』では、世界初という触れ込みで、海中天気予報（海に潜ったまま天気予報を中継）を放送した。

## 出演

### テレビ番組
いずれも九州朝日放送
- 朝はポレポレ（1999年4月 - 2001年3月）
- アサデス。KBC「栄作さんのお天気情報&交通情報」ほか（2001年4月 - ）
- サワダデース「栄作のお天気デース」（2011年10月 - 2020年9月24日）
- 土曜もアサデス。（2015年10月 - 2018年3月）[8]

### ラジオ番組
- 川上政行 朝からしゃべりずき!（KBCラジオ、2016年4月1日 - 2019年3月29日）
- 川上政行 今日もしゃべりずき!（KBCラジオ、2019年4月1日 - ）【放送終了】
- アサデスラジオ（KBCラジオ）8時10分頃〜

## 講演
- 九州災害情報（報道）研究会シンポジウム 市民と考えるこれからの災害報道〜激甚化する自然災害から命を守るには〜（九州災害情報（報道）研究会 主催、2018年11月3日）
  - 「私が今、いちばん大切にしていること」パネリスト[9]
- 第5回南部支店文化セミナー（久留米農業協同組合主催、2018年11月7日）[10]